# Bill Baldwin (cầu thủ bóng đá)
William Baldwin (31 tháng 1 năm 1907 – 1982) là một cầu thủ bóng đá người Anh.  Các câu lạc bộ đã thi đấu bao gồm Chesterfield, Oldham Athletic và Gillingham.  Ông có 95 lần ra sân tại Football League.